# Chelora
Chelora es una ciudad censal situada en el distrito de Kannur en el estado de Kerala (India). Su población es de 20952 habitantes (2011). Se encuentra a 7 km de Kannur y a 89 km de Kozhikode.

## Demografía
Según el censo de 2011 la población de Chelora era de 20952 habitantes, de los cuales 9497 eran hombres y 11455 eran mujeres. Chelora tiene una tasa media de alfabetización del 97,07%, superior a la media estatal del 94%: la alfabetización masculina es del 98,37%, y la alfabetización femenina del 96,02%.